# 1018 Arnolda
1018 Arnolda هو كويكب، يقع ضمن حزام الكويكبات. اكتشف في 3 مارس 1924.

## روابط خارجية
- 1018 Arnolda في قاعدة بيانات مختبر الدفع النفاث لأجرام النظام الشمسي الصغيرة

- الاكتشاف · مخطط المدار ·  العناصر المدارية · المعلمات المادية

- 1018 Arnolda على موقع ويكي سكاي: DSS2, SDSS, GALEX, IRAS, Hydrogen α, X-Ray, Astrophoto, Sky Map, Articles and images